# Pallacanestro Olimpia Milano 1957-1958
Questa voce raccoglie le informazioni riguardanti la Pallacanestro Olimpia Milano, sponsorizzata Simmenthal, nelle competizioni ufficiali della stagione 1957-1958.

## Verdetti stagionali
- Elette FIP 1957-1958: 1ª classificata su 12 squadre[1] Campione d'Italia (11º titolo)
- Coppa dei Campioni:Quarti di finale

## Stagione
L'Olimpia partecipa alla prima edizione della Coppa dei Campioni arrivando fino ai quarti di finale dove è eliminata dagli ungheresi dell'Honvéd di Budapest.

## Area tecnica
- Allenatore:  Cesare Rubini[1]

## Roster
- Gianfranco Pieri
- Sandro Riminucci
- Sandro Gamba
- Gianfranco Sardagna
- George Bon Salle
- Cesare Rubini
- Romeo Romanutti
- Enrico Pagani [2]
- Cesare Volpato
- Galletti
- Ongaro
- Zappelli